# Oleksandr Sydorenko
Pour les articles homonymes, voir Sydorenko.
Oleksandr Oleksandrovych Sydorenko (ukrainien : Олександр Олександрович Сидоренко), né le 27 mai 1960 à Marioupol (alors Jadnov, RSS d'Ukraine) et mort le 20 février 2022, est un nageur soviétique, spécialiste des courses de quatre nages. L'Ukrainien devient ensuite entraîneur de water-polo.

## Carrière
Oleksandr Sydorenko remporte la médaille d'or en 400 mètres quatre nages aux Jeux olympiques de 1980 à Moscou.
Il est sacré champion d'Europe en 200 mètres 4 nages en 1981 et champion du monde en 1982. 
En 1982, il se marie avec la nageuse Olena Kruhlova.
Il est ensuite entraîneur de water-polo.

## Palmarès

### Championnats d'Europe
- Championnats d'Europe 1977 à Jönköping (Suède) :
  -  Médaille de bronze du 200 m 4 nages.
- Championnats d'Europe 1981 à Split (Yougoslavie) :
  -  Médaille d'or du 200 m 4 nages.